# 구마모토시 노면전차 스이젠지선
스이젠지 선(일본어: 水前寺線)은 일본 구마모토현 구마모토시 주오구의 스이도초 정류장부터 스이젠지코엔 정류장을 잇는 구마모토 시 교통국이 운영하는 노면 전차 노선이다.

## 운행 형태
- ■ A 계통 : (다사키바시 - 겐군마치) - 간선 전 구간을 4 ~ 7분 간격으로 운행
- ■ B 계통 : (가미구마모토에키마에 - 겐군마치) - 가라시마초 - 스이도초 간을 7 ~ 11분 간격으로 운행

## 역사
- 1924년 8월 1일 : 스이도초 - 스이젠지 (현재의 스이젠지코엔)간 개업.
- 1945년 5월 6일 : 겐군 선 개업과 함께 스이젠지 정류장을 이설.
- 2011년 3월 1일 : 스이젠지에키도리를 신스이젠지에키마에로 개칭.

## 역 목록
- 전 노선 구마모토현 구마모토시 주오구에 위치.

| 정류장 번호 | 역명               | 일어 역명    | 역간 거리 | 누계 거리 | 접속 노선                               |
| ----------- | ------------------ | ------------ | --------- | --------- | --------------------------------------- |
| 12          | 스이도초           | 水道町       | -         | 0.0       | 구마모토 시 교통국 노면 전차 간선       |
| 13          | 구혼지코사텐       | 九品寺交差点 | 0.5       | 0.5       |                                         |
| 14          | 고쓰쿄쿠마에       | 交通局前     | 0.3       | 0.8       |                                         |
| 15          | 미소텐진마에       | 味噌天神前   | 0.5       | 1.3       |                                         |
| 16          | 신스이젠지에키마에 | 新水前寺駅前 | 0.4       | 1.7       | 규슈 여객철도 호히 본선 (신스이젠지 역) |
| 17          | 고쿠부             | 国府         | 0.3       | 2.0       |                                         |
| 18          | 스이젠지코엔       | 水前寺公園   | 0.4       | 2.4       | 구마모토 시 교통국 노면 전차 겐군 선    |